# Izomerie conformațională

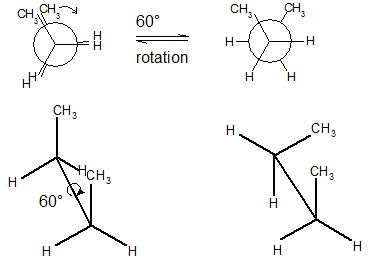
Rotația în jurul unei legături simple în cazul butanului conduce la interconversia conformerilor. În dreapta avem conformația intercalată, iar în stânga conformația eclipsată (ca o stare de tranziție, întrucât este forma cea mai instabilă termodinamic).

În chimia organică, izomeria conformațională sau de conformație este un tip de stereoizomerie. Conformerii, izomerii care prezintă această izomerie, se caracterizează prin faptul că sunt interconvertibili la temperatură ambiantă, prin rotația în jurul unei legături sigma simple. Conformerii se denumesc: anti, eclipsat sau alternat/intercalat.